# FMウィークエンドスペシャル
FMウィークエンドスペシャル（エフエムウィークエンドスペシャル）はJFN制作で、1989年1月から1996年3月まで放送されていたラジオ番組である。

## 概要
この番組はBラインにて金曜日の深夜に放送された。

当初は24時～29時の放送で、同時期に放送していたFMナイトストリートが終了すると同時に25時～29時→25時～27時の放送に縮小された。

## 出演者
- 岩田由記夫(「FMナイトストリート」から続投)
- 大内義昭
- 刀根麻理子

## ネット局
24時から
- FM群馬
- FM三重(途中まで27時飛び降り、後フルネット)
- FM富士(1991年秋頃打ち切り)

## 関連番組リンク
- スーパーFMマガジン - 当番組の初期に所謂「Aライン」で競合していた番組

金曜日に放送されていたBラインの番組
- IR3(IR3se,IR3 JAPAN)
- WANTED!
- ミッドナイトランブラー

| JFN 金曜 24:00 - 25:00枠 | JFN 金曜 24:00 - 25:00枠                             | JFN 金曜 24:00 - 25:00枠             |
| 前番組                   | 番組名                                               | 次番組                               |
| ------------------------ | ---------------------------------------------------- | ------------------------------------ |
| FMナイトストリート       | FMウィークエンドスペシャル （1989年1月 - 1994年3月） | JET STREAM                           |
| JFN 金曜 25:00 - 27:00枠 |                                                      |                                      |
| FMナイトストリート       | FMウィークエンドスペシャル （1994年4月 - 1996年3月） | カウントダウンパラダイス（カンパラ） |
| JFN 金曜 27:00 - 29:00   |                                                      |                                      |
| FMナイトストリート       | FMウィークエンドスペシャル （1989年1月 - 1995年3月） | くねくねクラブ                       |